# Lôi đả quả
Lôi đả quả (danh pháp hai phần: Melodinus yunnanensis) là một loài thực vật thuộc họ Apocynaceae. Đây là loài đặc hữu của khu vực miền tây Quảng Tây và miền nam Vân Nam, Trung Quốc.